# Vojtěchov
Vojtěchov är en ort i Tjeckien.   Den ligger i regionen Pardubice, i den centrala delen av landet, 120 km öster om huvudstaden Prag. Vojtěchov ligger 527 meter över havet och antalet invånare är 419.
Terrängen runt Vojtěchov är platt åt nordväst, men åt sydost är den kuperad. Terrängen runt Vojtěchov sluttar norrut. Runt Vojtěchov är det ganska tätbefolkat, med 60 invånare per kvadratkilometer. Närmaste större samhälle är Hlinsko, 5,6 km sydväst om Vojtěchov. Omgivningarna runt Vojtěchov är en mosaik av jordbruksmark och naturlig växtlighet.